# MELON'S NOT DEAD
『MELON'S NOT DEAD』（メロンズノットデッド）は、メロン記念日のアルバム。2010年2月17日発売。

## 概要
- オリジナルフルアルバムとしては、『THE 二枚目』以来の5年2か月ぶりのリリース。
- 『ロック化計画コラボレーションシングル』のタワーレコード店舗でのシリーズ全購入者特典として配布されたオリジナルCDケースに収納される最後のCD。本作を収めることで背表紙に一字ずつ記載されていた文字が「メロン記念日」（本作は「日」）となり完成する。
- メロン記念日にとって、最後のオリジナルアルバムとなった。

## 収録曲

### CD
1. メロン記念日のテーマ (Rock Ver.)
作詞：つんく　作曲：つんく　編曲：朝井泰生
2. DON'T SAY GOOD-BYE / メロン記念日×BEAT CRUSADERS
作詞：ヒダカトオル　作曲：BEAT CRUSADERS　編曲：BEAT CRUSADERS
3. ピンチはチャンス バカになろうぜ! (Album Ver.) / メロン記念日×ニューロティカ
作詞：ATSUSHI　作曲：KATARU　編曲：NEW ROTE'KA
4. sweet suicide summer story / メロン記念日×ミドリ
作詞：後藤まりこ　作曲：ミドリ　編曲：ミドリ
5. 青春・オン・ザ・ロード / メロン記念日×THE COLLECTORS
作詞：加藤ひさし　作曲：加藤ひさし　編曲：THE COLLECTORS＆吉田仁
6. メロンティー / メロン記念日×GOING UNDER GROUND
作詞：松本素生　作曲：松本素生・中澤寛規　編曲：GOING UNDER GROUND
7. ロマンチックを突き抜けろ！ 〜Break it now〜
作詞：中山加奈子　作曲：宮永治郎　編曲：宮永治郎
  - 以前からライブで披露されていた曲。本作で初CD化。
8. ALL AROUND ROCK
作詞：MAGUMI　作曲：杉本恭一　編曲：宮永治郎
9. 愛だ！今すぐROCK ON！
作詞：新堂敦士　作曲：新堂敦士　編曲：宮永治郎
10. ALWAYS LOVE YOU / メロン記念日×BEAT CRUSADERS
作詞：ヒダカトオル　作曲：BEAT CRUSADERS　編曲：BEAT CRUSADERS

### DVD
ビデオ・クリップ集
1. DON'T SAY GOOD-BYE / メロン記念日×BEAT CRUSADERS
2. ピンチはチャンス バカになろうぜ! / メロン記念日×ニューロティカ
3. sweet suicide summer story / メロン記念日×ミドリ
4. 青春・オン・ザ・ロード / メロン記念日×THE COLLECTORS
5. メロンティー / メロン記念日×GOING UNDER GROUND
6. 夏フェス初参戦ドキュメント（特典映像）